# Viss, Borsod-Abaúj-Zemplén
Viss este un sat în districtul Sárospatak, județul Borsod-Abaúj-Zemplén, Ungaria, având o populație de 738 de locuitori (2011). 

## Demografie
Componența etnică a satului Viss
     Maghiari (87,67%)
     Romi (10,72%)
     Germani (1,03%)
     Necunoscut (0,59%)
     Alții (0,59%)
Componența confesională a satului Viss
     Romano-catolici (29,4%)
     Greco-catolici (20,87%)
     Reformați (11,79%)
     Fără religie (6,91%)
     Necunoscută (31,03%)
     Alte religii (1,76%)
Conform recensământului din 2011, satul Viss avea 738 de locuitori. Din punct de vedere etnic, majoritatea locuitorilor (87,67%) erau maghiari, existând și minorități de romi (10,72%) și germani (1,03%). Apartenența etnică nu este cunoscută în cazul a 0,59% din locuitori. Nu există o religie majoritară, locuitorii fiind romano-catolici (29,4%), greco-catolici (20,87%), reformați (11,79%) și persoane fără religie (6,91%). Pentru 31,03% din locuitori nu este cunoscută apartenența confesională.